# Främre Gorlos
Främre Gorlos är ett autonomt härad för mongoler som lyder under Songyuans stad på prefekturnivå i Jilin-provinsen i nordöstra Kina. Det ligger omkring 110 kilometer nordväst om provinshuvudstaden Changchun.